# Мавританец
«Мавританец» (англ. The Mauritanian) — художественный фильм 2021 года совместного производства США и Великобритании, снятый режиссёром Кевином Макдональдом. Главные роли в нём сыграли Джоди Фостер, Бенедикт Камбербэтч и Тахар Рахим. Картина получила неоднозначные оценки критиков.

## Сюжет
Главный герой фильма — уроженец Мавритании, обосновавшийся в Германии, но ставший объектом внимания американских спецслужб, так как его двоюродный брат принадлежал к окружению Усамы бен Ладена. Мохаммеда арестовывают в 2001 году, и только спустя пять лет его интересы начинает защищать юрист. Всё это время Мохаммед проводит в тюрьме Гуантанамо, где ему даже не предъявили официальное обвинение. Основную часть картины заполняет судебная схватка между адвокатом Нэнси Холландер и полковником Стюартом Коучем, который отстаивает интересы обвинения. В итоге побеждает защита, но хеппи-энд оказывается во многом формальным.
Литературной основой сценария стали мемуары Мохаммеда Ульд Слахи «Дневник Гуантанамо».

## В ролях
- Джоди Фостер — Нэнси Холандер
- Бенедикт Камбербэтч — подполковник Стюарт Коуч
- Шейлин Вудли — Тери Дункан
- Тахар Рахим — Мохаммед Ульд Слахи
- Закари Ливай — Нил Баклэнд
- Лэнгли Кирквуд — сержант С. Сэндз

## Создание и оценки
Проект был анонсирован в ноябре 2019 года. Съёмки начались 2 декабря того же года в Южной Африке. Изначально картина должна была называться «Узник 760», но в ноябре 2020 года получила окончательное название «Мавританец».
Премьера в США состоялась 12 февраля 2021 года на канале STXfilms. В Великобритании в связи с закрытием кинотеатров из-за пандемии COVID-19 фильм появился 1 апреля 2021 года на интернет-видеосервисе Prime Video.
На сайте-агрегаторе отзывов Rotten Tomatoes фильм получил рейтинг 72 % и среднюю оценку 6,9/10. Консенсус рецензентов с этого ресурса гласит: «„Мавританец“ показывает происходившие в реальности события слишком мягко, но его спасает актёрская игра Тахара Рахима». На Metacritic лента получила неоднозначные отзывы: средняя оценка критиков — 52 из 100. Лив Арбутнот, пишущая для Tatler, назвала «Мавританца» «превосходным фильмом», оценив игру Фостер и Рахима как «безупречную». Обозреватель сайта The Hindu написал, что Фостер поднимает юридическую драму на совершенно новый уровень.
Рецензент «Российской газеты» охарактеризовал «Мавританца» как «очередную дежурную политически заряженную экранизацию бестселлера, с помощью которой либеральный Голливуд бичует республиканцев». Для Юлии Шагельман из «Коммерсанта» «Мавританец» «продолжает почтенную традицию фильмов-расследований».
Награды и номинации
| Премия           | Категория                         | Номинант | Результат |
| ---------------- | --------------------------------- | --- | --------- |
| «Золотой глобус» | Лучшая мужская роль — драма       | Тахар Рахим | Номинация |
| «Золотой глобус» | Лучшая женская роль второго плана | Джоди Фостер | Победа    |
| BAFTA            | Лучший фильм                      | Ллойд Левин, Беатрис Левин, Леа Кларк, Адам Экланд                                                                | Номинация |
| BAFTA            | Лучший британский фильм           | Кевин Макдональд, Адам Экланд, Леа Кларк, Беатрис Левин, Ллойд Левин, Рори Хайнс, Сохраб Ноширвани, Майкл Броннер | Номинация |
| BAFTA            | Лучшая мужская роль               | Тахар Рахим | Номинация |
| BAFTA            | Лучший адаптированный сценарий    | Рори Хайнс, Сохраб Ноширвани, Майкл Броннер                                                                       | Номинация |
| BAFTA            | Лучшая операторская работа        | Альвин Х. Кюхлер                                                                                                  | Номинация |